# Rio Caşoca
O Rio Caşoca é um rio da Romênia, afluente do Buzău, localizado no distrito de Buzău.